# Baudouin Fraeijs de Veubeke
Baudouin Marie Joseph Ludovic Ghislain Fraeijs de Veubeke, né le 3 août 1917 à Reigate en Angleterre et mort le 16 septembre 1976 à Liège, est un scientifique (ingénieur civil mécanicien et électricien et ingénieur en constructions aéronautiques) et universitaire belge.

## Éléments biographiques
Après avoir été l'élève de Maurice Anthony Biot, il est affecté en 1944 à l'équipe belge de la Royal Air Force. En 1946, il est employé comme ingénieur chez Fairey Aviation Company avant d'être recruté comme maître assistant par l'université de Liège (1948). Promu en 1952 professeur, il rejoint ensuite l'université de Louvain. 
Ses recherches, extrêmement variées, ont concerné principalement la stabilité des missiles puis, vers la fin de sa vie, la méthode des éléments finis, et particulièrement les méthodes de type force, fondées sur le principe du minimum de l'énergie complémentaire.
Il a reçu le prix Auguste Sacré en 1958.
Il a été membre de l'Académie royale de Belgique, élu correspondant (Classe des Sciences), le 8 juin 1963 et membre, le 3 juillet 1976.

## Publications
- Barrère M., Jaumotte A., Fraeijs de Veubeke B., Vanderkerckhove J., La propulsion par fusées, Dunod, 1957.
- Géradin M., B. M. Fraeijs de Veubeke, memorial, volume of selected papers, 1980.